# Campioni canadesi assoluti di atletica leggera - 100 metri piani maschili
Questa pagina raccoglie un elenco di tutti i campioni canadesi dell'atletica leggera nella specialità dei 100 metri piani, dall'edizione dei campionati del 1947 fino ad oggi.
L'atleta con il maggior numero di titoli italiani conquistati in questa specialità è, con 7 titoli, Harry Jerome (nel 1959, 1960, 1962, 1964, 1966, 1968 e 1969).
| Anno      | Atleta               | Prestazione          |
| --------- | -------------------- | -------------------- |
| 1884-1946 | Dati non disponibili | Dati non disponibili |
| 1947      | Roger Wellman        | 10"0(y m)            |
| 1948      | Jack Parry           | 10"6(m)              |
| 1949      | Don Pettie           | 10"3(y m)            |
| 1950      | Ted Haggis           | 10"1(y m)            |
| 1951      | Raphael Duke         | 10"1(y m)            |
| 1952      | Don McFarlane        | 10"8(m)              |
| 1953      | Don McFarlane        | 9"9(y m)             |
| 1954      | James Gathers        | 9"7(y m USA)         |
| 1955      | Joe Foreman          | 10"4(y m)            |
| 1956      | Stan Levenson        | 10"8(m)              |
| 1957      | Adrian Metcalfe      | 10"2(y m GBR)        |
| 1958      | Mike Agostini        | 9"6(y m TTO)         |
| 1959      | Harry Jerome         | 10"4(m)              |
| 1960      | Harry Jerome         | 10"0(m)              |
| 1961      | Robert Fisher-Smith  | 9"6(y m)             |
| 1962      | Harry Jerome         | 9"4(y m)             |
| 1963      | Larry Dunn           | 9"7(y m)             |
| 1964      | Harry Jerome         | 10"6(m)              |
| 1965      | Ed Hearne            | 9"6(y m)             |
| 1966      | Harry Jerome         | 9"1(y m)             |
| 1967      | Ed Hearne            | 10"6(m)              |
| 1968      | Harry Jerome         | 10"3(m)              |
| 1969      | Harry Jerome         | 10"5(m)              |
| 1970      | Charlie Francis      | 10"4(m)              |
| 1971      | Charlie Francis      | 10"5(m)              |
| 1972      | Herman Carter        | 10"5(m)              |
| 1973      | Charlie Francis      | 10"81                |
| 1974      | Hugh Fraser          | 10"1(w)              |
| 1975      | Hugh Fraser          | 10"4(m)              |
| 1976      | Cole Doty            | 10"3(w m)            |
| 1977      | Hugh Fraser          | 10"53                |
| 1978      | Hugh Fraser          | 10"52                |
| 1979      | Desai Williams       | 10"47                |
| 1980      | Desai Williams       | 10"12(w)             |
| 1981      | Desai Williams       | 10"72                |
| 1982      | Tony Sharpe          | 10"31                |
| 1983      | Desai Williams       | n/d                  |
| 1984      | Ben Johnson          | 10"01(w)             |
| 1985      | Ben Johnson          | 10"02(w)             |
| 1986      | Ben Johnson          | 10"07                |
| 1987      | Ben Johnson          | 9"98                 |
| 1988      | Ben Johnson          | 9"90(w)              |
| 1989      | Bruny Surin          | 10"14                |
| 1990      | Bruny Surin          | 10"38                |
| 1991      | Bruny Surin          | 10"03(w)             |
| 1992      | Glenroy Gilbert      | 10"42                |
| 1993      | Atlee Mahorn         | 10"25                |
| 1994      | Glenroy Gilbert      | 10"26                |
| 1995      | Donovan Bailey       | 9"91                 |
| 1996      | Robert Esmie         | 10"08(w)             |
| 1997      | Donovan Bailey       | 10"03                |
| 1998      | Bruny Surin          | 9"89                 |
| 1999      | Bruny Surin          | 9"88(w)              |
| 2000      | Bruny Surin          | 10"05(w)             |
| 2001      | Donovan Bailey       | 10"24                |
| 2002      | Nicolas Macrozonaris | 9"91(w)              |
| 2003      | Nicolas Macrozonaris | 10"13                |
| 2004      | Pierre Browne        | 10"13                |
| 2005      | Pierre Browne        | 10"67                |
| 2006      |                      |                      |
| 2007      |                      |                      |
| 2008      |                      |                      |
| 2009      |                      |                      |
| 2010      |                      |                      |
| 2011      |                      |                      |
| 2012      |                      |                      |
| 2013      |                      |                      |
| 2014      |                      |                      |
| 2015      | Andre De Grasse      | 9"95                 |